# (2112) Ulyanov
(2112) Ulyanov ist ein Asteroid des inneren Hauptgürtels, der von der sowjetischen Astronomin Tamara Smirnowa am 13. Juli 1972 am Krim-Observatorium in Nautschnyj (IAU-Code 095) entdeckt wurde.
Sichtungen des Asteroiden hatte es vorher schon mehrere gegeben: am 21. September 1908 unter der vorläufigen Bezeichnung A908 SC beziehungsweise 1908 SC an der Landessternwarte Heidelberg-Königstuhl, am 23. Dezember 1949 (1949 YC) an der Königlichen Sternwarte von Belgien in Uccle, am 16. Oktober 1952 (1952 UU1) am Krim-Observatorium in Simejis, am 6. September 1962 (1962 RA) am Goethe-Link-Observatorium in Indiana sowie am 17. Oktober 1969 (1969 UB2) am Krim-Observatorium in Nautschnyj.
Der italienische Astronom Vincenzo Zappalà definiert in einer Publikation von 1995 (et al.) eine Zugehörigkeit von (2112) Ulyanov zur Flora-Familie, einer großen Gruppe von Asteroiden, die nach (8) Flora benannt ist. Asteroiden dieser Familie bewegen sich in einer Bahnresonanz von 4:9 mit dem Planeten Mars um die Sonne. Die Gruppe wird auch Ariadne-Familie genannt, nach dem Asteroiden (43) Ariadne.
Man geht bei (2112) Ulyanov von einer Rotationsperiode von circa drei Stunden aus. Dieser Wert wurde mehrmals bestätigt, zuerst 2003/04 von Chester Maleszewski und Maurice Clarke am Bucknell Observatory in Lewisburg, Pennsylvania, dann 2009 von Brian D. Warner, am 19. und 20. September 2013 von Robert D. Stephens am Center for Solar System Studies in Rancho Cucamonga, Kalifornien, am 24. und 25. September von Vladimir Benishek am Sopot Astronomical Observatory in Sopot bei Belgrad und 2015 von Adam Waszczak, Chan-Kao Chang, Eran Ofek et al.
(2112) Ulyanov wurde am 1. April 1980 nach Alexander Uljanow (1866–1887) benannt, einem Bruder Lenins. Nach Lenin ist der Asteroid (852) Wladilena benannt.